# Nāḩiyat Markaz Tadmur
Nāḩiyat Markaz Tadmur (arabiska: ناحية مركز تدمر) är ett subdistrikt i Syrien.   Det ligger i provinsen Homs, i den centrala delen av landet, 220 km öster om huvudstaden Damaskus.
Trakten runt Nāḩiyat Markaz Tadmur är ofruktbar med lite eller ingen växtlighet. Runt Nāḩiyat Markaz Tadmur är det glesbefolkat, med 14 invånare per kvadratkilometer.